# Rozstání (Olomouc)
Rozstání é uma comuna checa localizada na região de Olomouc, distrito de Prostějov.